# 山口県専修学校一覧
山口県専修学校一覧（やまぐちけんせんしゅうがっこういちらん）は、山口県の専修学校の一覧。

## 公立専修学校

### 萩市
- 山口県立萩看護学校

### 防府市
- 山口県立農業大学校

### 大島郡
- 周防大島町立大島看護専門学校

## 私立専修学校

### 山口市
- 山口コアカレッジ
- 山口コ・メディカル学院
- 山口県理容美容専門学校 （高等課程併設）
- YIC調理製菓専門学校 （高等課程併設）
- YIC公務員専門学校
- YIC情報ビジネス専門学校

- YICビューティモード専門学校
- 北九州予備校山口校 （一般課程併設）
- 専門学校公務員ゼミナール山口校
- 山口県高等歯科衛生士学院
- ユーガー･グルーミング･スクール山口専修学校 （一般課程のみ）

### 下関市
- 下関理容美容専門学校
- 立修館高等専修学校 （高等課程のみ）
- 下関文化産業専門学校
- 下関福祉専門学校
- 下関看護リハビリテーション学校

- さくら国際言語学院
- 日本医療専門学校
- 東亜大学附属下関看護専門学校[注釈 1][1]。
- 下関歯科技工専門学校
- ウエストジャパン看護専門学校

### 宇部市
- 専門学校YICリハビリテーション大学校
- 宇部看護専門学校（高等課程併設）

### 萩市
- さくら国際言語教育学院

### 防府市
- YIC看護福祉専門学校
- 防府看護専門学校（高等課程併設）

### 下松市
- 下松デンタルアカデミー専門学校

### 岩国市
- 岩国YMCA国際医療福祉専門学校
- 岩国医療センター附属看護学校

### 周南市
- YICキャリアデザイン専門学校
- 徳山看護専門学校
- 徳山総合ビジネス専門学校

### 熊毛郡
- 平生看護専門学校